# Cambriolage en musique
Pour plus de détails, voir Fiche technique et Distribution.
Cambriolage en musique (titre original : Kein Engel ist so rein) est un film allemand réalisé par Wolfgang Becker, sorti en 1960.

## Synopsis
Konrad, fils d'un directeur de la banque, fut condamné à six mois de prison pour avoir pillé par jalousie la chambre de sa petite amie Kitty. Il est libéré en même temps que les cambrioleurs Bubi et Sepp. Tous les trois ont pendant la détention grâce à l'avocat louche Me Zilinsky reçu des instruments de musique et appris la musique. Zilinsky est en fait le chef de la bande de criminels, dont Bubi et Sepp font partie. Avec le spécialiste des cambriolages Micki Flunder, ils prévoient de voler la banque du père de Konrad. Ils veulent pénétrer dans la chambre forte de l'extérieur par un tunnel. Le bruit du marteau-piqueur doit être étouffé par la musique jazz qui est mise à son avantage devant la banque. Zilinsky convainc Konrad en pouvant cacher à son père qu'il vient d'être condamné. Quoi qu'il en soit, Konrad aura de l'argent qu'ils veulent voler à la banque.
Dans un bar, les escrocs font connaissance avec la jeune Thérèse, qui collecte de l'argent pour l'Armée du Salut. Les hommes autour de Me Zilinsky peut persuader Thérèse de lever des fonds devant la banque lors du premier concert de jazz. Alors que Thérèse espère obtenir plus d'argent des jeunes, les escrocs croient qu'un concert déguisé en campagne de financement pour l'Armée du Salut ne sera pas lié par la police. Le plan échoue lorsque d’autres collecteurs de l’Armée du Salut se présentent pendant le concert et interdisent à Thérèse de procéder à une collecte dans un cadre "immoral". Thérèse est licenciée par l'Armée du Salut et est maintenant avec Zilinsky, Sepp, Bubi, Konrad et Micki Flunder. Sous son influence, Bubi, Sepp et Konrad assistent pour la première fois à l'office du dimanche et sont parfois même scrupuleux lorsqu'ils pensent au cambriolage. La préparation continue, car Thérèse, peu méfiante, peut demander au directeur de la banque qu'une tente soit installée à côté de la banque. Ici, les "musiciens" veulent donner des concerts et collecter de l'argent pour l'orphelinat dans lequel Thérèse a grandi. À l’arrière de la tente se trouve l’entrée du tunnel, qui doit déboucher directement devant le mur de la voûte.
Konrad est tombé amoureux de Thérèse et veut se retirer du monde des affaires criminelles. Cependant, parce qu'il a déjà dessiné la disposition de la banque pour les escrocs, Zilinsky a un moyen pour le faire taire. Thérèse se cache également derrière le secret du gang lorsqu'elle découvre le tunnel. Elle veut persuader le directeur de la banque de démolir la tente prématurément, mais il refuse. Konrad passe inaperçu auprès des autres chez son père, qui le reçoit à bras ouverts. Konrad sait maintenant que le Me Zilinksy lui a menti et n'a jamais été en contact avec son père. Il conduit son père à la tente et lui montre le tunnel. Micki Flunder arrive alors qu'il vient de se battre avec Kitty et veut continuer le tunnel. Pendant ce temps, Thérèse pilote une excavatrice directement au-dessus du tunnel creusé. La pelle s'introduit et empêche Konrad, son père et Micki Flunder maintenant de revenir. Avec l’autorisation du directeur de la banque, Micki Flunder fait à présent la percée du mur dans le coffre-fort. À son tour, la police alarmée par Thérèse attend dans la chambre forte et s’étonne lorsqu'elle voit que le premier à émerger est le directeur de la banque. Micki Flunder recevra un chèque pour son travail. Il est toujours en train d'être arrêté devant la banque pour avoir dévasté l'appartement de Kitty. Konrad et Thérèse deviennent un couple tandis que Me Zilinsky est arrêté alors qu'il veut remettre à des prisonniers des instruments de musique en prison.

## Fiche technique
- Titre français : Cambriolage en musique[1]
- Titre original : Kein Engel ist so rein
- Réalisation : Wolfgang Becker assisté de Félix Podmaniczky
- Scénario : Eckart Hachfeld (de)
- Musique : Erwin Halletz
- Direction artistique : Paul Markwitz, Heinrich Weidemann (de)
- Costumes : Vera Mügge
- Photographie : Karl Löb
- Son : Erwin Schänzle
- Montage : Wolfgang Flaum
- Production : Artur Brauner
- Société de production : CCC-Film
- Société de distribution : UFA-Filmverleih
- Pays d'origine :  Allemagne de l'Ouest
- Langue : allemand
- Format : Couleur - 1,37:1 - Mono - 35 mm
- Genre : Comédie
- Durée : 93 minutes
- Dates de sortie :
  -  Allemagne de l'Ouest : 18 février 1960.
  -  Danemark : 26 août 1960.

## Distribution
- Peter Kraus : Konrad Stoloff
- Sabine Sinjen : Therese Breese
- Hans Albers : Me Zilinsky
- Walter Giller : Micki Flunder
- Horst Frank : Bubi Lausch
- Gustav Knuth : Josef « Sepp » Ziegler
- Ingrid van Bergen : Kitty
- Ludwig Linkmann : Le diacre Plinius
- Fred Kraus (de) : Le directeur Stoloff
- Franz-Otto Krüger : L'inspecteur

## Source de la traduction
- (de) Cet article est partiellement ou en totalité issu de l’article de Wikipédia en allemand intitulé « Kein Engel ist so rein (1960) » (voir la liste des auteurs).